# Federazione pallavolistica del Niger
La Federazione nigerina di pallavolo (fra. Fédération nigérienne de volley-ball, FNVB) è un'organizzazione fondata per governare la pratica della pallavolo in Niger.
Organizza il campionato maschile e femminile, e pone sotto la propria egida la nazionale maschile e femminile.
Ha aderito alla FIVB nel 1964.